# Gornje blateštičko jezero
Gornje Blateštičko jezero (alb. Liqeni i Baltishtës së Epërme, srp. Горње блатештичко језеро) je malo jezero na jugu Kosova. Jezero se nalazi na nadmorskoj visini od 2220 m u visokim Šar planinama. Jezero se nalazi u blizini vrha Crni Kamen koji se uzdiže na 2,536 m. Nalazi se 200 m od Donjeg Blateštičkog jezera.